# Florian Ballas
Florian Ballas (* 8. Januar 1993 in Saarbrücken) ist ein deutscher Fußballspieler.

## Karriere
Ballas wechselte 2011 aus der Jugend des 1. FC Saarbrücken zum 1. FC Nürnberg. Er spielte für dessen zweite Mannschaft in der Regionalliga Süd, ab 2012 die Regionalliga Bayern. Im Sommer 2013 wechselte er zu Hannover 96. Ballas stand mehrmals im Kader der ersten Mannschaft, kam jedoch nur bei der zweiten Mannschaft in der Regionalliga Nord zum Einsatz. Im Januar 2014 wechselte Ballas auf Leihbasis in die 3. Liga zu seinem Jugendverein, dem 1. FC Saarbrücken. Erstmals kam er am 25. Januar 2014, dem 22. Spieltag, zum Einsatz. Bei der 1:3-Niederlage gegen die SV 07 Elversberg spielte er über die komplette Spieldauer.
Im Januar 2015 wechselte Ballas zum FSV Frankfurt. Nach dem Abstieg Frankfurts in die Drittklassigkeit wechselte Ballas zur Saison 2016/17 zum Zweitligaaufsteiger Dynamo Dresden. Er unterschrieb einen Dreijahresvertrag. Der Kontrakt wurde 2018 vorzeitig um zwei weitere Jahre verlängert und läuft somit bis 2021. Ende Januar 2020 wurde der Verteidiger als Nachfolger von Marco Hartmann von seinen Teamkollegen in den Mannschaftsrat und zum neuen Kapitän gewählt.
Nach dem Abstieg von Dynamo Dresden am Ende der Saison 2019/20 wechselte Ballas zum FC Erzgebirge Aue. Nachdem er am Ende der Saison 2021/22 auch mit Aue abgestiegen war, wechselte er zum Karlsruher SC.
Nach nur einem Jahr in Karlsruhe wechselte er mit einem Vertrag bis zum 30. Juni 2025 zum Zweitliga-Absteiger SSV Jahn Regensburg, der zur Saison 2024/25 wieder in die Zweite Liga aufstieg. Nach dem erneuten Abstieg mit Regensburg verließ er den Verein im Sommer 2025.

### Nationalmannschaft
Am 23. August 2011 kam er bei einem 3:0-Sieg über Estland für die deutsche U19-Nationalmannschaft zum Einsatz. Dabei wurde er wegen einer Verletzung nach 21 Minuten für Julian Dudda ausgewechselt.